# Exceedraft
Tokusou Exceedraft (特捜エクシードラフト, Tokusō Ekushīdorafuto, traduzido como Investigadores Exceedraft) é uma série de televisão do gênero tokusatsu pertencente à franquia Metal Hero. Produzida pela Toei Company, foi exibida originalmente entre 2 de fevereiro de 1992 e 24 de janeiro de 1993 pela TV Asahi.

## História
Exceedraft é uma equipe especial de investigação de emergência que integra vários campos de atuação, tais como o departamento metropolitano das polícias de Tóquio, a agência de controle de fogo e desastre, a agência da defesa e o ministério da saúde e do bem-estar. Seu objetivo é confrontar as ameaças da raça humana, tais como o crime, a poluição ambiental, os danos naturais, etc. O seu idealizador é o Chefe Shunsuke Masaki, criador das equipes Winspector e Solbrain.

## Personagens
Kanou Hayato  tem 24 anos e é inspetor da Interpol. É o líder da equipe Exceedraft. Fala 5 línguas e pratica esportes. É responsável e calmo, sendo gentil com as crianças. Mas quando o assunto é trabalho, torna-se muito severo. Para defender a justiça, desafia seu próprio limite. Usa o Trial Jacket Redder. Conforme as situações de crime combatidas vão se agravando, torna-se necessária uma adaptação na armadura de resgate e o Trial Jacket Redder se torna o Trial Jacket Sync Redder.
Muraoka Kousaku tem 24 anos e é superintendente do departamento metropolitano da divisão especial de investigação. É uma pessoa com grande senso humanitário, apesar de ser frio com sua arma. Luta contra o crime tentando restaurar os vínculos familiares, tentando buscar o perdão por ter perdido os pais na infância. Além disso, é um perito em disfarce. Usa o Trial Jacket Blues.
Ookuma Ken tem 23 anos e ocupa o cargo de superintendente da brigada de fogo e superintendente da policia. Uma pessoa influente, conquistou seis vezes o torneio de karate quando estava na escola. Se torna extremamente sério perante o mal, apesar de seu caráter alegre. Seu hobby é cozinhar. Usa o Trial Jacket Keace.
Ai Hyuga tem 22 anos e é oficial de comunicação da Exceedraft e inspetora de polícia; também ajuda a equipe na luta e opera um computador.
Jukichi Katsuragi tem 54 anos e é o gerente geral da Exceedraft. Ele era membro da Interpol (ICPO).

## Armas e Equipamentos

### Try Jacket
- Redder

Armadura especial que tem especialidade em resistência a impactos e à prova de balas. ( SWAT mode )
- - Sync Redder

Armadura especial desenvolvida a partir de Redder como uma adaptação equipada e fortalecida para combates.
- Blues

Armadura especial que tem a habilidade de absorver a eletricidade e possui alta capacidade para investigações. ( Arrest mode )
- Keace

Armadura especial que tem grande resistência a calor, possui capacidade de apagar incêndios e se adapta bem a resgates ( Rescue mode)

### Veículos
- Varius 7 ( バリアス7 )

O super-carro patrulha do Redder. É equipado com sete tipos de funções e os modos patrulha e emergência são usadas de acordo com a situação.
- Scramhead ( スクラムヘッド )

Carro de resgate usado por Blues e Keace. Redder usava antes da conclusão do Varius 7. É extremamente veloz e corre bem até em estradas ruins. A maleta da armadura é armazenada nele, sendo montado externamente. Quando Redder o usa, ele entra no veículo e o assento move-se para o hangar da armadura na parte traseira do Scramhead, onde a armadura é montada nele. Os braços da armadura são acoplados do lado de fora do carro

### Armas
- Revolback G-3 ( リボルバックG-3 )

Arma da equipe Exceedraft. É possível usá-lo em três modos distintos, conforme a sua montagem. São eles Hyper Blast Mode, Thundergrenade e Frieze Laser Mode, embora seu cartucho seja apenas um cartucho de arma comum.
- Turbo Unit W ( ターボユニットW )

Acelerador colocado no tornozelo da armadura. O ventilador é capaz de girar em alta velocidade e correr na velocidade aproximada do Mach 1. Além disso, o poder do salto aumenta em até 100 metros
- Gardler ( ガードラー )

Equipamento tipo escudo para tornar o desempenho do Turbo Unit W mais eficiente.
- Buildriver ( ビルドライバー )

Ferramenta de salvamento que surge no meio da série. Ele altera o poder do equipamento substituindo uma unidade por um dos modos: modo broca ou modo disco (usado quando uma pessoa fica presa no elevador por exemplo). Além disso, o poder melhora dez vezes ao unir-se com o Revolback G-3 e ao usá-lo como Revol Driving Mode.

## Elenco
- Kanou Hayato/Redder/Sync Redder - Shigeki Kagemaru
- Muraoka Kousaku/Blues - Mamoru Kawai
- Ookuma Ken/Keace - Ishiki Sakakibara
- Shunsuke Massaki - Hiroshi Miyauchi
- Ai Hyuga - Yuri Nakamura
- Massaru Hyuga - Oki Nirazaki
- Mayumi (ep 27) - Megumi Sakita
- Narradores - Yoshinari Tori (eps 1-14), Akira Murayama (eps 15-20) e Masaki Terasoma (eps 21-49)